# Ernie de Vos
Ernie de Vos (1 de juliol de 1941, La Haia, Països Baixos - 5 de març del 2005, Saint Petersburg, Florida, Estats Units) fou un pilot de curses automobilístiques canadenc que va arribar a disputar curses de Fórmula 1.
Va participar en un únic Gran Premi del Campionat del Món, al Gran Premi dels Estats Units de 1963, conduint un Stebro cotxe propietat del també pilot Peter Broeker que també disputava la cursa.
No va aconseguir classificar-se per disputar la cursa i no va aconseguir cap punt per al campionat.

## Resultats a la F1
| Any  | Escuderia | Xassís   | Motor           | 1   | 2   | 3   | 4   | 5   | 6   | 7   | 8       | 9   | 10  | Camp. | Punts |
| ---- | --------- | -------- | --------------- | --- | --- | --- | --- | --- | --- | --- | ------- | --- | --- | ----- | ----- |
| 1963 | Stebro    | Stebro 4 | Ford Straight-4 | MON | BEL | HOL | FRA | GBR | ALE | ITA | USA NVQ | MEX | SUS | -     | 0     |

### Resum
| Curses: | Victòries: | Pòdiums: | Poles: | Voltes ràpides: | Punts: |
| ------- | ---------- | -------- | ------ | --------------- | ------ |
| 1       | 0          | 0        | 0      | 0               | 0      |